# Amalia (voornaam)
Amalia is een meisjesnaam. De naam is afgeleid van het Germaanse woord amal en betekent "inspanning in de strijd".

## Bekende naamdraagsters
- Amalia van Solms (1602-1675)

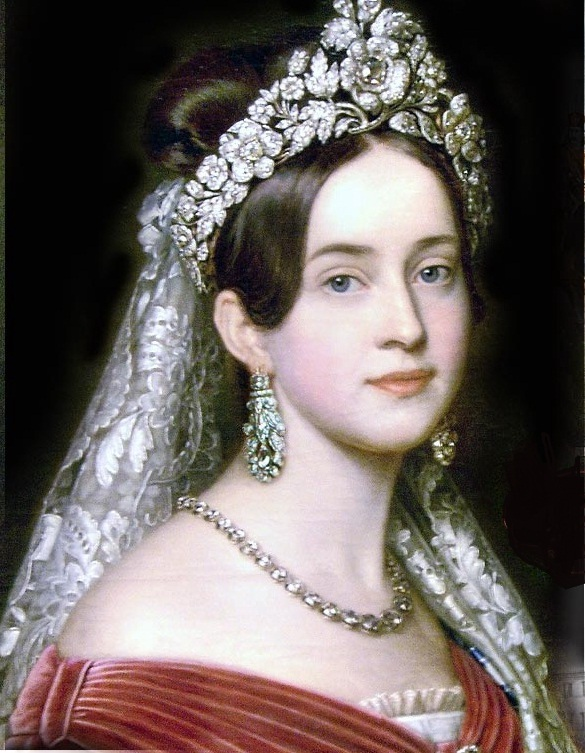
Amalia van Oldenburg

- Henriëtte Amalia van Oranje-Nassau (oktober – december 1628), dochter van Frederik Hendrik van Oranje en Amalia van Solms
- Amalia van Nassau-Dietz (1655-1695), dochter van Willem Frederik van Nassau-Dietz en Albertine Agnes van Nassau
- Henriëtte Amalia van Anhalt-Dessau (1666-1726), de moeder van Johan Willem Friso van Nassau-Dietz
- Amalia van Nassau-Weilburg (1776-1841), dochter van Carolina van Oranje-Nassau
- Anna Amalia van Pruisen (1723-1787), zuster van Frederik de Grote
- Anna Amalia van Brunswijk (1739-1807) naar wie de bibliotheek in Weimar is genoemd
- Amalia van Oldenburg (1818-1875), echtgenote van koning Otto I van Griekenland
- Amalia van Saksen-Weimar-Eisenach (1830-1872), eerste vrouw van Hendrik van Oranje-Nassau (1820-1879), de broer van koning Willem III
- Amalia Kussner Coudert (1863-1932), een van de bekendste portretschilderessen uit de Gilded Age
- María Amalia Goyri (1875-1955), Spaanse schrijfster
- Amalia Hernández (1917-2000), Mexicaanse danseres en choreografe
- Amália Rodrigues (1920–1999), Portugese fado-zangeres
- Amalia Aguilar of Amalia Rodríguez Carriera (1924), Cubaanse actrice in de periode 1948-1953
- Amalia Kahana-Carmon, een Israëlische schrijfster die onder andere in 2000 de staatsprijs voor literatuur won
- Amalia Mesa-Bains, een Amerikaanse kunstenares ('Chicano art') en schrijfster
- Amalia Amaki (1949), een Amerikaanse kunstenares en kunsthistorica
- Amélie Mauresmo (1979), Frans tennisspeelster
- Catharina-Amalia van Oranje-Nassau (2003)